# Cornufer custos
Espèce
Synonymes
- Platymantis custos Richards, Oliver & Brown, 2015

Cornufer custos est une espèce d'amphibiens de la famille des Ceratobatrachidae.

## Répartition
Cette espèce est endémique de l'île Manus dans les îles de l'Amirauté en Papouasie-Nouvelle-Guinée.

## Publication originale
- Richards, Oliver & Brown, 2015 : A new scansorial species of Platymantis Günther, 1858 (Anura: Ceratobatrachidae) from Manus Island, Admiralty Archipelago, Papua New Guinea. Telnov, D. ed.,  Biodiversity, Biogeography and Nature Conservation in Wallacea and New Guinea, p. 123–134, Moscow, Russia, Entomological Society of Latvia/Pensoft.